# Darius Johnson-Odom
Darius Earvin Johnson-Odom (ur. 28 września 1989 w Raleigh w Północnej Karolinie) – amerykański koszykarz, występujący na pozycji rzucającego obrońcy bądź rozgrywającego, obecnie zawodnik Pallacanestro Reggiana.
Podczas studiów przenosił się z Hutchinson Community College na Marquette University, gdzie reprezentował barwy drużyny Marquette Golden Eagles. W trakcie ostatniego roku studiów został wybrany do pierwszej piątki konferencji Big East.
Został wybrany z 55. numerem w drafcie NBA 2012 przez Dallas Mavericks, jednak szybko oddany do Los Angeles Lakers. Od czerwca 2012 roku do 7 stycznia 2013 roku zawodnik Los Angeles Lakers. 24 stycznia 2013 podpisał kontrakt ze Spartakiem Sankt Petersburg na resztę sezonu 2012/13.
Johnson-Odom dołączył do zespołu Boston Celtics na rozgrywki ligi letniej w Orlando oraz do Denver Nuggets na ligę letnią w Las Vegas. 25 września 2013 podpisał kontrakt z Lakers, ale 16 października, po obozie przygotowawczym został zwolniony. 18 października podpisał kontrakt z drużyną ligi chińskiej, Sichuan Blue Whales. W listopadzie 2013, po zaledwie czterech meczach, opuścił tę drużynę.
3 stycznia 2014 został pozyskany przez drużynę NBA Development League, Springfield Armor.
14 marca 2014, podpisał 10-dniowy kontrakt z Philadelphia 76ers.

## Osiągnięcia
Stan na 13 maa 2019, na podstjawie, o ile nie zaznaczono inaczej.
NCAA
- Uczestnik rozgrywek:
  - Sweet 16 turnieju NCAA (2011, 2012)
  - turnieju NCAA (2010–2012)
- Mistrz sezonu zasadniczego konferencji Big East (2012)
- MVP turnieju Paradise Jam (2012)
- Zaliczony do:
  - I składu Big East (2012)
  - II składu Big East (2011)

Drużynowe
- Mistrz Grecji (2016)
- Finalista pucharu Włoch (2017)

Indywidualne
- MVP 9. kolejki EuroCup (2014/15)
- Zaliczony do:
  - składu honorable mention:
    - All D-League (2014)
    - turnieju NBA D-League Showcase (2014)

## Lin i zewnętrzne
- Profil na stronie NBA (ang.)